# Phyllobrotica viridipennis
Phyllobrotica viridipennis is een keversoort uit de familie bladkevers (Chrysomelidae). De wetenschappelijke naam van de soort werd in 1859 gepubliceerd door John Lawrence LeConte.